# Volkshochschule im Landkreis Karlsruhe

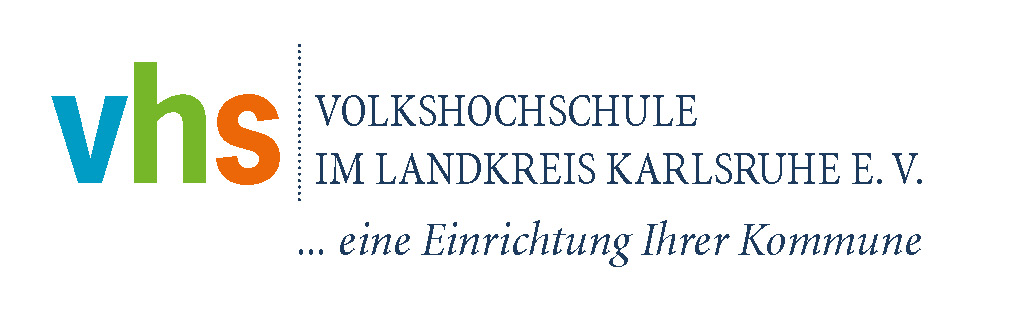
Logo der vhs im Landkreis Karlsruhe

Die Volkshochschule im Landkreis Karlsruhe ist eine öffentliche Einrichtung der Weiterbildung.

## Beschreibung
Die Volkshochschule (vhs) bietet Erwachsenenbildung und außerschulische Jugendbildung an. Sie ist als gemeinnütziger Verein organisiert, dem als Mitglieder neben der Stadt Bad Herrenalb (Landkreis Calw) folgende Kommunen aus dem Landkreis Karlsruhe angehören: Dettenheim, Eggenstein-Leopoldshafen, Graben-Neudorf, Kürnbach, Linkenheim-Hochstetten, Malsch, Marxzell, Oberderdingen, Pfinztal, Rheinstetten, Stutensee, Sulzfeld, Walzbachtal, Weingarten und Zaisenhausen.
Gegründet wurde die vhs im Landkreis Karlsruhe im Jahr 1953 (damals noch unter dem Namen „Volksbildungswerk für den Landkreis Karlsruhe“).
Die vhs führte vor der Corona-Pandemie jährlich über 1.300 Kurse und Veranstaltungen mit mehr als 21.000 Unterrichtseinheiten und nahezu 13.000 Anmeldungen durch; dieses Niveau soll möglichst bald wieder erreicht werden. Für 16 eingerichtete vhs-Außenstellen vor Ort in den Mitgliedskommunen ist die zentrale vhs-Geschäftsstelle in Karlsruhe mit derzeit acht hauptamtlichen Mitarbeitenden koordinierend und unterstützend tätig. Die Leitungen der vhs-Außenstellen arbeiten meist nebenberuflich im Ehrenamt. Den Lehrkörper im Kurs- und Veranstaltungsbereich bilden etwa 300 freiberufliche, auf Honorarbasis beschäftigte Dozenten.
In zwei Semestern pro Jahr (Frühjahr/Sommer und Herbst/Winter) bietet die vhs Karlsruhe Land Kurse und Veranstaltungen in den Programmbereichen „Politik/Gesellschaft/Umwelt“, „Kultur/Gestalten“, „Gesundheitsbildung“, „Ernährung/Kochen“, „Sprachen“ und „Arbeit-Beruf“ an. Außerdem finden sich neben Online-Kursen u. a. auch Vorträge, Exkursionen und Studienreisen/-fahrten sowie im Bereich „junge vhs“ Angebote speziell für Kinder und Jugendliche im Programm.